# Нижня Савинська долина
Нижня Савинська долина (словен. Spodnja Savinjska dolina)  — долина в басейні нижньої течії річки Савиня між Летушем і Петровче. Цей термін не слід плутати з більш географічно точним поняттям Цельської котловини. Нижня Савинська долина визначає регіон, жителів якого об'єднують насамперед діалект, культура та колишня основна господарська діяльність — вирощування хмелю та пов'язані з ним галузі.
Діалект у Нижній Савинській долині відрізняється від інших місцевостей, які, за класифікацією Франа Рамовша, також належать до західноштирійського діалекту. Нині ж діалект Нижньої Савинської долини поступово зникає, особливо серед молоді з більш урбанізованих частин долини, які переважно використовують цельський говір.
У долині видається щомісячний часопис Utrip Spodnje Savinjske doline.
Нижню Савинську долину оточують на заході Добровельське плато (словен. Dobroveljska planota), на півночі — Поніковське (карстове) плато (словен. Ponikovski kras), на півдні — Посавське нагір'я (словен. Posavsko hribovje), а на сході регіон завершується поселенням Левець. Центральну частину долини складає гравійна заплавна рівнина річки Савині та її приток Паки (словен. Paka) і Болськи (словен. Bolska), в той час, як крайові частини покриті глиною. Гравійна рівнина є сприятливою для сільського господарства і заселення, тоді як глиняне обрамлення є болотистим, тому луки та ліси рідко заселені. У Нижній Савинській долині найкращі умови для хмелярства в Словенії; сорт Savinjski golding почали впроваджувати на початку 80-х років XIX століття. Найбільші насадження хмелю знаходяться між Левцем, Брасловче та Гомилсько.
Центром Нижньої Савинської долини є Жалець, який також є адміністративним центром. Нижня Савинська долина складається з наступних общин: Жалець, Преболд, Ползела, Брасловче, Табор та Врансько. На сході долини розташоване місто Целє, яке, однак, як мешканці Целє, так і мешканці Савинської долини не вважають частиною Нижньої Савинської долини.
Через Нижню Савинську долину проходить стара дорога, а паралельно з нею також йдуть автомагістраль Любляна-Марібор і залізнична колія Целє-Веленє.